# Guerra del Infinito
Guerra del Infinito es una serie limitada de cómics de seis números publicados por Marvel Comics en 1992. La serie fue escrita por Jim Starlin y dibujada por Ron Lim, Ian Laughlin, Al Milgrom, Jack Morelli y Christie Scheele.
La historia es una secuela directa del crossover de 1991 Guantelete del Infinito, y fue seguido por Cruzada del Infinito en 1993.

## Historia de publicación
La serie principal se publicó entre julio y noviembre de 1992. Los puntos de la trama importantes estaban también en Warlock y la Guardia del Infinito #7 - 10 (Ago. - Nov. 1992), también escrito por Starlin.
La historia tuvo conexiones adicionales incluyendo Alpha Flight #110-112, Captain America #408, Daredevil #310, Deathlok #16, Doctor Strange: Sorcerer Supreme #42-47, *Fantastic Four #366 - 370, Guardians of the Galaxy vol 1 #27-29, Marc Spector: Moon Knight #41-44, Marvel Comics Presents  #108-111, New Warriors #27, Nomad vol. 2, #7, Quasar #38-40, Silver Sable and The Wild Pack #4-5, Silver Surfer vol. 3, #67-69, Sleepwalker #18, Spider-Man #24, y Wonder Man #13-14. Todos ellos fueron publicados entre julio y noviembre de 1992. What The--?! #20 presentó una historia de parodia acerca de varios superhéroes cómicos luchando contra la "Guerra del Infinito".

## Resumen de la trama
Cuando el héroe Adam Warlock toma posesión del artefacto conocido como el Guantelete del Infinito, expulsa los aspectos buenos y malos de su ser para convertirse en un ser totalmente lógico, que por lo tanto puede utilizar el guantelete sabiamente. Este acto recrea su personalidad "malvada" y viejo enemigo el Magus, que desea la conquista universal y venganza contra Warlock y el Titán Thanos. (Mientras tanto, el Adam eficazmente sin emociones es llevado ante un "jurado" de los poderes cósmicos y entrega voluntariamente su divinidad, una vez que lo encuentran "culpable" de ser indigno.) El Magus recoge cinco unidades de contención cósmicas (otro nombre para los Cubos Cósmicos), y con el poder adquirido incapacita a la entidad cósmica Eternidad; crea un reino interdimensional y un ejército de doppelgängers - imágenes del "espejo" malvadas de los superhéroes de la Tierra.
Después de investigar la energía de las unidades de contención, Thanos descubre al Magus y se retira a advertir a Warlock. Galactus y varios de los héroes de la Tierra también investigan y luego intentan revivir a Eternidad, ya que se requiere que la entidad haga una petición al Tribunal Viviente, que ha decretado que las Gemas del Infinito ya no pueden utilizarse al unísono en el universo de la Tierra-616. La razón es que si el guantelete se puede reactivar, entonces el Magus puede ser removido de la existencia. El Magus envía a los doppelgängers a la Tierra para distraer a los héroes, y la versión malvada de Míster Fantástico detona una bomba gamma cuando los héroes se reúnen en la Plaza Cuatro Libertades. Sin embargo, la Mujer Invisible contiene la explosión mientras el Dios del Trueno Thor dirige la radiación al espacio, y un ataque sorpresa por el Magus y el doppelgänger de Thanos hace creer a los héroes que los dos personajes ahora están aliados.
La historia culmina en la base del Magus: un grupo de héroes libera a aquellos que fueron reemplazados por doppelgängers; el aventurero cósmico Quasar llega con el Nulificador Supremo (con Thanos incitando a Quasar para usarlo contra el Magus sabiendo que Quasar también sería destruido) y los villanos Kang el Conquistador y el Doctor Muerte aparecen, con la esperanza de aprovechar la fuente de las poderosas energías detectadas.
Warlock y el guantelete todavía inactivo son capturados por el Magus, y atacados por Muerte y Kang. Warlock es derrotado y el Magus es gravemente debilitado en la batalla e intenta utilizar las unidades de contención pero descubre que han sido robadas. Muerte traiciona y detiene a Kang, y luego le exige el guantelete al Magus. Eternidad, sin embargo, acaba de ser revivido y ha solicitado que el guantelete sea reactivado, lo que el Tribunal Viviente acuerda. Un Magus aparentemente omnipotente derrota fácilmente a Muerte y disuelve a Quasar, que llega con el Nulificador Supremo. Thanos derrota a su doppelgänger y distrae al Magus, permitiéndole a Warlock lidiar con el villano por el guantelete. Warlock libera del guantelete a un ser que es un compuesto de la entidad Eternidad y su gemelo, Infinito. El ser incapacita al Magus, permitiendo que Warlock absorba al personaje en la Gema del Alma. La experiencia pone a Warlock en coma.
Thanos le revela a los héroes reunidos que el Magus fue engañado y nunca ganó omnipotencia como la de la Gema de la Realidad en el guantelete -que Thanos revela que es su guardián secreto-era una imitación convincente. Los héroes regresan a la Tierra y la página final de la última edición revela que las unidades de contención han sido robados por la personalidad "buena" de Warlock, la Diosa. Además de estas novedades, Eternidad-quien aparentemente fue "sustituido" por el Tribunal Viviente para hacer tal decreto; después declara que las gemas en el guantelete nunca podrán ser utilizadas de nuevo como una sola unidad, no importa qué crisis futura sobrevenga al universo.

## Ediciones recogidas
La serie y varios de las conexiones se han recogido en un libro en rústica:
- La Guerra del Infinito (recoge la serie limitada La Guerra del Infinito, Warlock y la Guardia del Infinito #7-10, y Marvel Comics Presents #108-111, 400 páginas, abril de 2006, ISBN 0-7851-2105-6)

## En otros medios

### Cine
El 28 de octubre de 2014, Estudios Marvel anunció una película titulada Avengers: Infinity War. Fue lanzada el 27 de abril de 2018, y la continuación Avengers: Endgame fue lanzada el 25 de abril de 2019. Ambas películas fueron dirigidas por los hermanos Russo.